# Naganami (tàu khu trục Nhật)
Naganami (tiếng Nhật: 長波) là một tàu khu trục thuộc lớp Yūgumo của Hải quân Đế quốc Nhật Bản, từng hoạt động trong Chiến tranh Thế giới thứ hai.
Naganami được đặt lườn tại Xưởng đóng tàu Fujinagata vào ngày 5 tháng 4 năm 1941, được hạ thủy vào ngày 5 tháng 3  năm 1941 và được đưa ra hoạt động vào ngày 30 tháng 6 năm 1942.
Vào ngày 30 tháng 11 năm 1942, trong trận Tassafaronga, Naganami dẫn đầu một đoàn tàu tiếp liệu bằng thùng nổi đến Guadalcanal và đã đụng độ với một lực lượng tuần dương-khu trục Hoa Kỳ. Trong trận chiến diễn ra sau đó, nó có thể đã phóng ngư lôi vào các tàu tuần dương hạng nặng Pensacola và Northampton.
Vào ngày 23 tháng 10 năm 1944, trong Trận chiến vịnh Leyte, Naganami đã hộ tống cho lực lượng tấn công của Đô đốc Kurita Takeo. Nó đã giúp vào việc cứu vớt những người sống sót của chiếc tàu tuần dương Maya, để sau đó chuyển họ sang thiết giáp hạm Musashi, rồi hộ tống tàu tuần dương Takao quay trở lại Brunei. Sang ngày 24 tháng 10 một nhóm đổ bộ được phái sang để khảo sát tàu ngầm Mỹ Darter bị mắc cạn và đã bị bỏ lại. Nhiều vật dụng đã được khảo sát hay tháo dỡ khỏi chiếc Darter bao gồm một khẩu súng máy 50 cal.
Ngày 10 tháng 11 năm 1944, Naganami hộ tống đoàn tàu vận tải chuyển quân TA-3 tiếp cận Ormoc. Nó bị máy bay thuộc Lực lượng Đặc nhiệm 38 đánh chìm vào ngày 11 tháng 11 trong vịnh Ormoc về phía Tây đảo Leyte, ở tọa độ 10°50′B 124°35′Đ / 10,833°B 124,583°Đ. Một vụ nổ ở giữa tàu đã khiến nó bị gảy làm đôi.
Naganami được rút khỏi danh sách Đăng bạ Hải quân vào ngày 10 tháng 1 năm 1945.